# Мизофонија
Мизофонија, што значи „мржња према звуку“, предложена је 2000. године као стање у коме негативне емоције, мисли и физичке реакције изазивају специфични звукови. 
Мизофонија није класификована као слушно или психијатријско стање, па се разликује од фонофобије (страх од звука); не постоје стандардни дијагностички критеријуми и мало је истраживања које показује колико је то уобичајено или о лечењу. Заговорници сматрају да мизофонија може негативно утицати на способност постизања животних циљева и уживања у друштвеним ситуацијама. Све до 2019. године није било доказаних метода за утврђивање стања.
До 2016. године литература о мизофонији била је ограничена. Малобројне студије показују да људи са мизофонијом углавном имају снажна негативна осећања, мисли и физичке реакције на специфичне звукове, које литература назива „окидач звука“. Ови звукови су обично меки, али могу бити гласни. Једно истраживање је открило да се око 80% звукова односи на уста (једење, грицкање, жвакање или пуцкетање балона од жваке, шапутање, звиждање итд.), а око 60% се понавља. Може се развити визуелни окидач повезан са звуком окидача.  Чини се да мизофона реакција може да се појави и у одсуству звука. 
Реакције на окидаче могу укључивати агресију према пореклу звука, остављајући, остајући у његовом присуству, али трпећи, покушавајући да га блокирају или покушају да опонашају звук.
Прва мизофона реакција може се појавити када је особа млада и може потицати од некога из блиске околине или од кућног љубимца. 
Посебно тешки случајеви мизофоније могу резултирати насилним импулсима према извору звука. Један такав случај објављен у часопису Психијатрија и Клиничка психофармакологија детаљно је описао „ неконтролисано насиље“ испољено од стране пацијента као одговор на окидач у виду друге особе која једе гласно. 
Људи са мизофонијом су свесни доживљаја, а неки га сматрају ненормалним; поремећај који она изазива у њиховим животима креће се од благих до тешких.Избегавање и друга понашања могу отежати људима који имају ово стање да постигну своје циљеве и уживају у међуљудским интеракцијама. 
Механизам мизофоније није познат, али чини се да, попут хиперакузије, може бити изазван дисфункцијом централног слушног система у мозгу, а не у ушима. Уочено порекло и контекст звука су основни покретачи реакције. 
Студија из 2017. открила је да предњи оштри кортекс (који игра улогу и у емоцијама као што су љутња и у интегрисању спољног уноса, попут звука,утичу na органе као што су срце и плућа) изазива више активности у другим деловима мозга kao одговор на окидаче, посебно у деловима одговорним за дугорочна сећања, страх и друге емоције. Откривено је да људи са мизофонијом садрже већу количину мијелина (масти које обмотавају нервне ћелије обезбеђујући електричну изолацију). Није јасно да ли је мијелин узрок или последица мизофоније и његово покретање других подручја мозга.  
Не постоје стандардни дијагностички критеријуми.  Мизофонија се разликује од хиперакузије, која није специфична за дати звук и не укључује слично јаку реакцију, и од фонофобије, страх од специфичних звукова, aли се може јавити са једним.  Није јасно да ли људи са мизофонијом обично имају коморбидна стања, нити постоји ли генетска компонента.

### Класификација
Дијагноза мизофоније није препозната у DSM-IV или ICD-10 и није класификована као поремећај слуха или психијатријског стања.  То може бити облик синестезије звука и емоција, и има паралеле са неким анксиозним поремећајима.  До 2018. године није било јасно да ли мизофонију треба класификовати као симптом или као стање.
Дo 2018. године не постоје доказана лечења и није објављено насумично клиничко испитивање; пружаоци здравствене заштите углавном покушавају да помогну људима да се изборе са мизофонијом препознајући шта та особа доживљава и радећи на стратегијама суочавања.  Објављене су неке мале студије о употреби звучне терапије која је слична терапији преквалификације тинитуса и о когнитивној бихевиоралној терапији, посебно терапији изложености, како би се људима омогућило да постану мање свесни звука окидача.  Ниједан од ових приступа није довољно проучен да би се утврдила његова ефикасност. 
Преваленција још није позната; није познато да ли мушкарци или жене, или старији или млађи људи имају већу вероватноћу да имају мизофонију. 
Постојање неколико интернетских група за подршку са хиљадама чланова наводи се као вероватни показатељ његове преваленције. 
„Misophonia" потиче од грчке речи μίσος (ИПА: /'misɔs/) што значи „мрзити“, и φωνη (ИПА: / фɔˈни /), што значи „глас“, што у преводу значи „звук мржње“, и скован је од стране аудиолога Павела и Маргарет Јастребоф 2000. године да разликују стање од других облика смањене звучне толеранције, попут хиперакузије (преосетљивости на одређене фреквенције и опсеге звука) и фонофобије (страх од звукова).   
Људи са искуством мизофоније су формирали групе за подршку на интернету. 
2016. године објављен је документарни филм, „Тишина молим“ (енгл. Quiet Please), о мизофонији. 

### Документовани случајеви
- Барон Лернер [15]
- Кели Рипа[16]
- Мелани Лински[17]

1. ↑  Tg, Sanchez; Fed, Silva (септембар 2018). „Familial Misophonia or Selective Sound Sensitivity Syndrome : Evidence for Autosomal Dominant Inheritance?”. Brazilian journal of otorhinolaryngology (на језику: енглески). PMID 28823694. Приступљено 20. 5. 2020.
2. 1 2 3 4 5 6 7 8 9  G, Bruxner (април 2018). „'Mastication Rage': A Review of Misophonia - An Under-Recognised Symptom of Psychiatric Relevance?”. Australasian psychiatry : bulletin of Royal Australian and New Zealand College of Psychiatrists (на језику: енглески). PMID 26508801. Приступљено 20. 5. 2020.
3. 1 2 3 4 5 6 7  Ae, Cavanna; S, Seri (18. 8. 2015). „Misophonia: Current Perspectives”. Neuropsychiatric disease and treatment (на језику: енглески). PMID 26316758. Приступљено 20. 5. 2020.
4. 1 2 3 4 5 6 7 8 9  Duddy, Diane F.; Oeding, Kristi A. M. (мај 2014). „Misophonia: An Overview”. Seminars in Hearing (на језику: енглески). 35 (02): 084—091. ISSN 0734-0451. doi:10.1055/s-0034-1372525. Архивирано из оригинала 05. 06. 2018. г. Приступљено 21. 03. 2022.
5. ↑  Tunç, Serhat; Başbuğ, Hamit Serdar (2. 10. 2017). „An extreme physical reaction in misophonia: stop smacking your mouth!”. Psychiatry and Clinical Psychopharmacology. 27 (4): 416—418. ISSN 2475-0573. doi:10.1080/24750573.2017.1354656.
6. ↑  PhD, James Cartreine (21. 4. 2017). „Misophonia: When sounds really do make you “crazy””. Harvard Health Blog (на језику: енглески). Приступљено 20. 5. 2020.
7. ↑  S, Kumar; O, Tansley-Hancock; W, Sedley; Js, Winston; Mf, Callaghan; M, Allen; Te, Cope; Pe, Gander; De, Bamiou (20. 2. 2017). „The Brain Basis for Misophonia”. Current biology : CB (на језику: енглески). PMID 28162895. Приступљено 20. 5. 2020.
8. ↑  Pj, Jastreboff; Mm, Jastreboff (2015). „Decreased Sound Tolerance: Hyperacusis, Misophonia, Diplacousis, and Polyacousis”. Handbook of clinical neurology (на језику: енглески). PMID 25726280. Приступљено 20. 5. 2020.
9. 1 2  Ae, Cavanna (април 2014). „What Is Misophonia and How Can We Treat It?”. Expert review of neurotherapeutics (на језику: енглески). PMID 24552574. Приступљено 20. 5. 2020.
10. 1 2  A, Schröder; N, Vulink; D, Denys (2013). „Misophonia: Diagnostic Criteria for a New Psychiatric Disorder”. PloS one (на језику: енглески). PMID 23372758. Приступљено 20. 5. 2020.
11. ↑  „Components of decreased sound tolerance : hyperacusis, misophonia, phonophobia.” (PDF). w.tinnitus.org. Приступљено 20. 5. 2020.[мртва веза]
12. ↑  Cohen, Joyce (5. 9. 2011). „When a Chomp or a Slurp Is a Trigger for Outrage”. The New York Times (на језику: енглески). ISSN 0362-4331. Приступљено 20. 5. 2020.
13. ↑  Jeffries, Adrianne (17. 6. 2016). „There's a New Film About Misophonia, Where People Get Enraged by Certain Sounds”. Vice (на језику: енглески). Приступљено 20. 5. 2020.
14. ↑  „What Jeffrey S. Gould Can Teach Us about Misophonia”. Psychology Today (на језику: енглески). Приступљено 20. 5. 2020.
15. ↑  Lerner, Barron H.; M.D (23. 2. 2015). „Please Stop Making That Noise”. Well (на језику: енглески). Приступљено 20. 5. 2020.
16. ↑  News, A. B. C. „Video: Misophonia: Kelly Ripa Has Rare Disorder”. ABC News (на језику: енглески). Приступљено 20. 5. 2020.
17. ↑  Bisley, Alexander (10. 3. 2015). „Melanie Lynskey on Togetherness, realism and 'radical' nudity”. The Guardian (на језику: енглески). ISSN 0261-3077. Приступљено 20. 5. 2020.